# Liste der Straßen und Brücken in Hamburg-Duvenstedt

Lage von Duvenstedt in Hamburg und im Bezirk Wandsbek (hellrot)

Die Liste der Straßen und Brücken in Hamburg-Duvenstedt ist eine Übersicht der im Hamburger Stadtteil Duvenstedt vorhandenen Straßen und Brücken. Sie ist Teil der Liste der Verkehrsflächen in Hamburg.

## Überblick
In Duvenstedt (Ortsteilnummer 522) leben 5977 Einwohner (Stand: 31. Dezember 2023) auf 6,8 km². Duvenstedt liegt im Postleitzahlenbereich 22397.
In Duvenstedt gibt es 70 benannte Verkehrsflächen, darunter zwei Brücken. Die meisten Straßen sind nach alten Flurbezeichnungen benannt, viele tragen plattdeutsche Namen.  

## Übersicht der Straßen
Die nachfolgende Tabelle gibt eine Übersicht über alle benannten Verkehrsflächen – Straßen, Plätze und Brücken – im Stadtteil sowie einige dazugehörige Informationen. Im Einzelnen sind dies:
- Name/Lage: aktuelle Bezeichnung der Straße, des Platzes oder der Brücke. Über den Link (Lage) kann die Straße, der Platz oder die Brücke auf verschiedenen Kartendiensten angezeigt werden. Die Geoposition gibt dabei ungefähr die Mitte an. Bei längeren Straßen, die durch zwei oder mehr Stadtteile führen, kann es daher sein, dass die Koordinate in einem anderen Stadtteil liegt.
- Straßenschlüssel: amtlicher Straßenschlüssel, bestehend aus einem Buchstaben (Anfangsbuchstabe der Straße, des Platzes oder der Brücke) und einer dreistelligen Nummer.
- Länge/Maße in Metern:
Hinweis: Die in der Übersicht enthaltenen Längenangaben sind nach mathematischen Regeln auf- oder abgerundete Übersichtswerte, die im Digitalen Atlas Nord[1] mit dem dortigen Maßstab ermittelt wurden. Sie dienen eher Vergleichszwecken und werden, sofern amtliche Werte bekannt sind, ausgetauscht und gesondert gekennzeichnet.
Bei Plätzen sind die Maße in der Form a × b bei rechteckigen Anlagen oder a × b × c bei dreiecksförmigen Anlagen mit a als längster Kante dargestellt.
Der Zusatz (im Stadtteil) gibt an, wie lang die Straße innerhalb des Stadtteils ist, sofern sie durch mehrere Stadtteile verläuft.
- Namensherkunft: Ursprung oder Bezug des Namens.
- Datum der Benennung: Jahr der offiziellen Benennung oder der Ersterwähnung eines Namens, bei Unsicherheiten auch die Angabe eines Zeitraums.
- Anmerkungen: Weitere Informationen bezüglich anliegender Institutionen, der Geschichte der Straße, historischer Bezeichnungen, Baudenkmale usw.
- Bild: Foto der Straße oder eines anliegenden Objektes.

| Name/Lage                      | Straßen- schlüssel | Länge/Maße (in Metern) | Namensherkunft | Datum der Benennung | Anmerkungen | Bild                                                    |
| ------------------------------ | ------------------ | ---------------------- | --- | ------------------- | --- | ------------------------------------------------------- |
| Abelskamp (Lage)               | A664               | 0115                   | nach einer Flurbezeichnung                                                                                             | 1992                | | Abelskamp                                               |
| Alsterallee (Lage)             | A090               | 0185                   | nach der Lage im Alstertal                                                                                             | vor 1940            | | Alsterallee                                             |
| Baben Pfier (Lage)             | B009               | 0170                   | der Name bedeutet: oberhalb einer Fläche und meint ein Grenzgebiet, das nicht urbar gemacht wurde                      | 1942                | | Baben Pfier                                             |
| Beim Ziegelhof (Lage)          | B225               | 0120                   | nach der Lage bei einer ehemaligen Ziegelei                                                                            | 1942                | | Beim Ziegelhof                                          |
| Bi'n Achterbarg (Lage)         | B861               | 0305                   | nach einer Flurbezeichnung                                                                                             | 1993                | | Bi'n Achterbarg                                         |
| Bohlenweg (Lage)               | B457               | 0155                   | nach einem aus dem 8. Jahrhundert stammenden Weg, der durch das Wittmoor führte                                        | 1942                | Die Benennung erfolgte in Erinnerung an den Lehrer Ludwig Frahm, der diesen Weg entdeckte. | Bohlenweg                                               |
| Bökenbarg (Lage)               | B441               | 0935                   | nach einer Flurbezeichnung (niederdeutsch Bökenbarg = Buchenberg)                                                      | 1942                | östliche bzw. südliche Straßenhälfte teilweise in Lemsahl-Mellingstedt | Bökenbarg                                               |
| Brunsteenredder (Lage)         | B651               | 1075                   | nach dem niederdeutschen Begriff für Raseneisenstein                                                                   | 1942                | Raseneisenstein wurde hier bereits in der Eisenzeit verhüttet | Brunsteenredder                                         |
| Brunsteenweg (Lage)            | B652               | 0405                   | in Anlehnung an den Brunsteenredder                                                                                    | 1942                | | Brunsteenweg                                            |
| Drögensee (Lage)               | D198               | 0530                   | nach einer Flurbezeichnung                                                                                             | 1942                | Gemeint ist eine hoch gelegene Flur mit einem See, der meist trocken lag. (niederdeutsch dröög = trocken) | Drögensee                                               |
| Duvenstedter Berg (Lage)       | D281               | 0410                   | nach der Lage an der höchsten Stelle des Stadtteiles                                                                   | 2002                | | Duvenstedter Berg                                       |
| Duvenstedter Damm (Lage)       | D235               | 0830                   | nach der Lage im Stadtteil                                                                                             | 1947                | | Duvenstedter Damm                                       |
| Duvenstedter Markt (Lage)      | D235               | 0180                   | nach der Lage im Stadtteil                                                                                             | 1967                | | Duvenstedter Markt                                      |
| Duvenstedter Triftweg (Lage)   | D237               | 0110 (im Stadtteil)    | nach dem Viehtriebweg zum Duvenstedter Brook                                                                           | 1909                | östlich der Triftwegbrücke in Wohldorf-Ohlstedt | Duvenstedter Triftweg                                   |
| Farkenwisch (Lage)             | F031               | 0160                   | nach einer Flurbezeichnung (niederdeutsch Farkenwisch = Ferkelwiese)                                                   | 1942                | | Farkenwisch                                             |
| Feldblick (Lage)               | F056               | 0370                   | nach der Lage, die einen guten Ausblick über das Gelände bietet                                                        | 1954                | | Feldblick                                               |
| Föhrenholt (Lage)              | F171               | 0215                   | frei gewählter Name (niederdeutsch Föhrenholt = Kiefernwald)                                                           | 1942                | | Föhrenholt                                              |
| Haeckswisch (Lage)             | H803               | 0190                   | nach den Vorbesitzern des Geländes, der Familie Haecks                                                                 | 1993                | | Haeckswisch                                             |
| Halenriggen (Lage)             | H061               | 1215                   | nach einer Flurbezeichnung                                                                                             | 1942                | Halen meint eine Niederung oder einen Einschnitt, das Wort Rei oder Reihe einen kleinen Wasserlauf. | Halenriggen                                             |
| Himmelsmoor (Lage)             | H436               | 0260                   | nach einer Flurbezeichnung                                                                                             | 1942                | | Himmelsmoor                                             |
| Hoopredder (Lage)              | H618               | 0420                   | in Anlehnung an die benachbarte Straße Hoopwischen                                                                     | 1954                | | Hoopredder                                              |
| Hoopwischen (Lage)             | H619               | 0510                   | nach einer Flurbezeichnung (niederdeutsch Hoop = Haufen)                                                               | 1942                | | Hoopwischen                                             |
| Im Ellernbusch (Lage)          | I030               | 0535                   | nach einer Flurbezeichnung                                                                                             | 1947                | Ellernbusch meint ein niedriges, mooriges Land mit Erlenbestand (niederdeutsch Eller = Erle) | Im Ellernbusch                                          |
| Kakenhaner Grund (Lage)        | K027               | 0230                   | in Anlehnung an den Kakenhaner Weg                                                                                     | 1967                | | Kakenhaner Grund                                        |
| Kakenhaner Weg (Lage)          | K028               | 2075                   | nach einer Flurbezeichnung                                                                                             | 1942                | Der Weg führte früher ins Wittmoor, wo Torf gestochen wurde. Kakenhan war der Name einer Anbauernstelle. Südliche Straßenhälfte zwischen Hausnummern 115 und 131a in Lemsahl-Mellingstedt                                           | Kakenhaner Weg                                          |
| Leemrackeln (Lage)             | L101               | 0305                   | nach einer Flurbezeichnung, die auf einen steinigen Lehmboden hinweist                                                 | 1942                | | Leemrackeln                                             |
| Lohe (Lage)                    | L219               | 0680                   | nach einer Flurbezeichnung (Lohe = Eichenwald)                                                                         | vor 1949            | | Lohe                                                    |
| Mesterbrooksweg (Lage)         | M164               | 1460                   | nach einer Flurbezeichnung                                                                                             | vor 1940            | niederdeutsch Mester = Handwerks- oder Schulmeister, Brook = Bruchwald, also ein Weg, der zum Wald eines oder mehrerer Meister führte                                                                                               | Mesterbrooksweg                                         |
| Muusbarg (Lage)                | M352               | 0735 (im Stadtteil)    | nach einem Flurnamen, der einen Berg an einem sumpfigen Gelände meint                                                  | 1948                | nur nördliche Straßenhälfte in Duvenstedt, südliche Hälfte und östlich weiterführend in Lemsahl-Mellingstedt | Muusbarg                                                |
| Op’n Hesel (Lage)              | O210               | 0120                   | nach einer Flurbezeichnung                                                                                             | 1992                | niederdeutsch op’n = auf dem | Op'n Hesel                                              |
| Op’n Idenkamp (Lage)           | O211               | 0455                   | nach einem Flurnamen „Op’n Kamp“ und den Besitzern der Hufe 5, der Familie Iden (1640–1939)                            | 1993                | | Op'n Idenkamp                                           |
| Op’n Möhlnrad (Lage)           | O105               | 0300                   | nach einer Flurbezeichnung                                                                                             | vor 1949            | niederdeutsch Möhl = Mühle, raden = roden. Es handelte sich um eine Rodungsfläche oberhalb der an der Ellerbek gelegenen Wassermühle.                                                                                               | Op'n Möhlnrad                                           |
| Parkberg (Lage)                | P033               | 0480                   | nach einer ortsüblichen Bezeichnung                                                                                    | 1962                | | Parkberg                                                |
| Pirolkamp (Lage)               | P129               | 0515                   | nach dem gleichnamigen Singvogel                                                                                       | 1947                | | Pirolkamp                                               |
| Poppenbütteler Chaussee (Lage) | P164               | 1415                   | Hamburger Stadtteil Poppenbüttel                                                                                       | vor 1938            | östliche Straßenhälfte ab Bökenbarg für ca. 205 Meter in Lemsahl-Mellingstedt | Poppenbütteler Chaussee                                 |
| Puckaffer Weg (Lage)           | P209               | 2025                   | Puckaff ist ein ehemaliger Ortsteil der Gemeinde Tangstedt                                                             | 1940                | | Puckaffer Weg                                           |
| Rapsfeld (Lage)                | R441               | 0115                   | nach der früheren Nutzung des Geländes                                                                                 | 1992                | | Rapsfeld                                                |
| Rehgatter (Lage)               | R100               | 0215                   | nach der Einfriedigung für das Wild                                                                                    | 1942                | östliche Straßenhälfte in Lemsahl-Mellingstedt | Rehgatter                                               |
| Rögenoort (Lage)               | R230               | 0275                   | nach einer Flurbezeichnung                                                                                             | 1942                | Als „Rogen“ wird eine kleine, mit Bäumen bewachsene Anhöhe bezeichnet, Oort ist ein kleines, spitz zulaufendes Stück Land. | Rögenoort                                               |
| Roggengabel (Lage)             | R442               | 0160                   | nach der früheren Nutzung des Geländes und dem Verlauf der Straße                                                      | 1992                | | Roggengabel                                             |
| Rotwildschneise (Lage)         | R325               | 0325                   | frei gewählter Name | 1953                | | Rotwildschneise                                         |
| Saalkamp (Lage)                | S002               | 0315                   | Saal bezeichnet eine künstliche oder natürliche Viehtränke auf der Weide                                               | 1962                | siehe auch Specksaalredder | Saalkamp                                                |
| Sarenweg (Lage)                | S057               | 0330 (im Stadtteil)    | nach einer Flurbezeichnung (Saren od. Soren = trockenes Land)                                                          | 1947                | nördlich der Alster in Wohldorf-Ohlstedt, südlicher Teil in Lemsahl-Mellingstedt | Sarenweg (HH-Duvenstedt)                                |
| Schaarbargsweg (Lage)          | S084               | 0430                   | nach einer Flurbezeichnung                                                                                             | 1942                | „Schaar“ steht für die Pflugschar, aber auch für ein abschüssiges Gelände am Rande eines Sumpfes | Schaarbargsweg                                          |
| Schleusenredder (Lage)         | S206               | 0230 (im Stadtteil)    | nach der Lage an der Wohldorfer Schleuse                                                                               | 1947                | östlich der Timmermannbrücke in Wohldorf-Ohlstedt | Schleusenredder                                         |
| Schleusenstieg (Lage)          | S207               | 0520                   | nach der Lage an der Wohldorfer Schleuse                                                                               | vor 1940            | | Schleusenstieg                                          |
| Sedenkamp (Lage)               | S927               | 0265                   | nach der Bezeichnung „Seden“ für eine feuchte Senke im Ackerland                                                       | 1996                | | Sedenkamp                                               |
| Segeberger Chaussee (Lage)     | S394               | 1255 (im Stadtteil)    | Bad Segeberg, Stadt in Schleswig-Holstein, wohin die Straße führt                                                      | nicht bekannt       | südlich der Straße Föhrenholt für knapp 300 Meter in Duvenstedt, ebenso nördlich des Puckaffer Wegs, ansonsten auf schleswig-holsteinischem Gebiet                                                                                  | Segeberger Chaussee nördlich der Kreuzung Puckaffer Weg |
| Specksaalredder (Lage)         | S535               | 1175                   | nach dem Begriff „Specke“, einem mit Buschwerk befestigten Weg; für „Saal“ siehe Saalkamp                              | 1947                | | Specksaalredder                                         |
| Steenbarg (Lage)               | S603               | 0550                   | niederdeutsch Steenbarg = Steinberg                                                                                    | 1942                | Vermutlich gab es hier größere Steinablagerungen aus der Eiszeit, die zum Häuser- und Straßenbau verwendet wurden. | Steenbarg                                               |
| Steenbargkoppel (Lage)         | S604               | 0385                   | in Anlehnung an den Steenbarg                                                                                          | 1963                | | Steenbargkoppel                                         |
| Steenbargsweg (Lage)           | S605               | 0470                   | in Anlehnung an den Steenbarg                                                                                          | nach 1942           | | Steenbargsweg                                           |
| Steenrögen (Lage)              | S612               | 0135                   | nach einem 1782 erwähnten Flurnamen (Rogen = kleine Geländeerhöhung)                                                   | 1962                | | Steenrögen                                              |
| Suurwisch (Lage)               | S820               | 0170                   | nach einer Flurbezeichnung (niederdeutsch für „saure Wiese“)                                                           | 1942                | | Suurwisch                                               |
| Tangstedter Graben (Lage)      | T233               | 0085                   | nach dem westlich fließenden, gleichnamigen Wasserlauf                                                                 | 2000                | | Tangstedter Graben                                      |
| Tangstedter Knick (Lage)       | T232               | 0135                   | in Anlehnung an den Tangstedter Weg                                                                                    | 1996                | | Tangstedter Knick                                       |
| Tangstedter Weg (Lage)         | T009               | 0835                   | nach Tangstedt führende Straße                                                                                         | vor 1940            | | Tangstedter Weg                                         |
| Timmermannbrücke (Lage)        | –                  | 030 (im Stadtteil)     | nach der Familie Timmermann, die von 1882 bis 1932 den Gemeindevorsitzenden der Landgemeinde Wohldorf-Ohlstedt stellte | 1987                | überquert im Zuge des Schleusenredders die Alster; östlicher Teil in Wohldorf-Ohlstedt | Timmermannbrücke                                        |
| Todtenredder (Lage)            | T116               | 0470 (im Stadtteil)    | nach einem Feldweg (Redder), der sich in den Alsterwiesen verläuft ("totläuft")                                        | 1909                | nur westliche Straßenhälfte auf etwa 370 Metern in Duvenstedt, ansonsten in Wohldorf-Ohlstedt | Todtenredder                                            |
| Triftwegbrücke (Lage)          | –                  | 0025 (im Stadtteil)    | in Anlehnung an den Duvenstedter Triftweg                                                                              | um 1909             | überquert im Zuge des Duvenstedter Triftwegs die Alster; östliche Hälfte in Wohldorf-Ohlstedt | Triftwegbrücke                                          |
| Trilluper Stieg (Lage)         | T168               | 0125                   | Herkunft nicht eindeutig geklärt                                                                                       | 1954                | In Lemsahl-Mellingstedt und Bergstedt verläuft die Straße Trillup, deren Herkunft mit dem Treideln der Alsterkähne zusammenhängt, möglicherweise war „Trillup“ ein Zuruf der Bootsführer untereinander (niederdeutsch up/op = auf). | Trilluper Stieg                                         |
| Trilluper Weg (Lage)           | T169               | 1310 (im Stadtteil)    | Herkunft nicht eindeutig geklärt (siehe Trilluper Stieg)                                                               | 1947                | südlicher Teil in Lemsahl-Mellingstedt | Trilluper Weg                                           |
| Vörn Voßbarg (Lage)            | V140               | 0115                   | nach einer Flurbezeichnung (niederdeutsch für „Vor dem Fuchsberg“)                                                     | 1992                | | Vörn Voßbarg                                            |
| Wildstieg (Lage)               | W270               | 0250                   | nach dem früheren umfangreichen Vorkommen von Wildtieren in der Gegend                                                 | 1942                | | Wildstieg                                               |
| Wittmoorredder (Lage)          | W351               | 0550                   | nach dem östlich gelegenen Wittmoor, das seinen Namen vom hellen Torf erhalten hat (niederdeutsch „witt“ = „weiß“)     | 1942                | | Wittmoorredder                                          |
| Wittmoorstieg (Lage)           | W460               | 0710                   | in Anlehnung an den Wittmoorredder                                                                                     | 1979                | | Wittmoorstieg                                           |
| Wöhren (Lage)                  | W492               | 0095                   | nach einer Flurbezeichnung                                                                                             | 1991                | | Wöhren                                                  |
| Wöhrenkoppel (Lage)            | W494               | 0100                   | in Anlehnung an die Straße Wöhren                                                                                      | 1991                | | Wöhrenkoppel                                            |
| Wöhrenweg (Lage)               | W493               | 0105                   | in Anlehnung an die Straße Wöhren                                                                                      | 1991                | | Wöhrenweg                                               |
| Wragekamp (Lage)               | W504               | 0250                   | nach der alteingesessenen Bauernfamilie Wrage, den Vorbesitzern des Geländes                                           | 1996                | | Wragekamp                                               |